# Selski Vrh
Selski Vrh je naselje v Občini Slovenske Konjice.